# Solza
Solza là một đô thị ở tỉnh Bergamo trong vùng Lombardia của nước Ý, có vị trí cách khoảng 35 km về phía đông bắc của Milano và khoảng 14 km về phía tây của Bergamo. Tại thời điểm ngày 31 tháng 12 năm 2004, đô thị này có dân số 1.570 người và diện tích là 1,2 km².
Solza giáp các đô thị: Calusco d'Adda, Medolago.